# 吉沢広司
吉沢 広司（よしざわ ひろじ、1931年5月5日 - 2013年4月7日）は、北海道小樽市出身の元スキージャンプ選手。

## プロフィール
ジャンプの名門北海道小樽潮陵高等学校で本格的にジャンプを始め、早稲田大学教育学部卒業後、同和鉱業で競技を続ける。冬季オリンピックに2回連続で出場した。
初出場の1952年オスロオリンピックでは36位タイ。旗手を務めた1956年コルチナ・ダンペッツオオリンピックでは1本目9位に付けたものの2本目18位で結局13位に終わった。
全日本スキー選手権を1953年第31回、1955年第33回、1958年第36回、1960年第38回と合計4回制している。

## 日本国内での主な競技成績
- 1951.01.21（日）　第24回全日本学生スキー選手権大会　優勝
- 1953　　　　　　　　第31回全日本スキー選手権大会　優勝
- 1955　　　　　　　　第33回全日本スキー選手権大会　優勝
- 1958.02.23（日）　第36回全日本スキー選手権大会　優勝
- 1959.02.18（水）　秩父宮両陛下賜杯第7回全日本選抜スキー大会　優勝
- 1959.03.05（木）　第6回北海道新聞社杯争奪ジャンプ大会兼第1回HBCカップジャンプ競技会　優勝
- 1960.02.14（日）　第38回全日本スキー選手権大会　優勝